# Etnica (gruppo musicale)
Etnica è un progetto goa trance italiano.

## Storia

### 1994-1998
Carlo Paternò, Maurizio Begotti, Andrea Rizzo e Max Lanfranconi si incontrarono nell'inverno del 1993. Carlo era il compositore e programmatore, Maurizio si dedicava alla ricerca di sonorità accattivanti, Andrea era il musicista e Max il DJ della band che negli anni ottanta organizzava i party chiamati Dance All Night a Milano e dintorni. Max registra due EP verso la metà degli anni ottanta con un'etichetta discografica indipendente Italiana (Time Out). La miscela delle capacità di Carlo, Max, Maurizio e Andrea ha presto dato origine ad alcune delle produzioni più celebri del gruppo.
Il loro primo lavoro fu pubblicato per l'etichetta discografica Brainstorm Records nel 1994 e fu intitolato Big Dust in Chapora Fort. Il loro primo album, The Juggling Alchemist Under the Blacklight, uscì l'anno successivo per l'etichetta discografica tedesca High Society Records. Questo aiutò la band a costruirsi una solida reputazione nella scena Psychedelic trance. Il loro secondo album, Alien Protein, fu pubblicato nel 1996 per l'etichetta Blue Room Released.
Per iniziativa di Carlo, essi promossero un progetto party-oriented, chiamato Pleiadians. Iniziando con un EP Per la Symbiosis Records nel 1995, essi hanno inoltre prodotto due album, Identified Flying Object (1997) e Family of Light (1999), in cui Carlo fu solo parzialmente coinvolto. Il primo disco venne interamente registrato nei Sounbudster Studio a Milano nell'agosto '96 per poi venire rifinito nel mese di settembre.
Un progetto collaterale del 1997, Crop Circles, vede la collaborazione di Etnica con la band Lotus Omega. Il nome di questo progetto fa da eco al fatto che la loro musica incorpora per lo più temi sci-fi, a differenza del lavoro che era stato fatto con Pleiadians o Etnica.

### 1998-presente
Nel 1998 lo studio viene spostato a Ibiza dove il progetto verrà portato avanti da Max e Maurizio. Verso la fine degli anni novanta spostano la loro produzione verso un sound più metallico e techno-oriented in linea con tutti i producer a livello mondiale.
Dopo la registrazione dell'album Equator (1999), anche Andrea lasciò la band.
L'album Nitrox (2001) è il risultato di una ricerca sonora verso nuovi stili e produzioni.
Il successivo album, Chrome (2002), mostra un ulteriore passo avanti in termini di produzione e pulizia del suono, pur mantenendo intatto il trademark Etnica. Il disco uscì in due versioni, una per il mercato giapponese ed una per quello europeo.
Il loro sesto album Sharp (2004) fu accolto molto bene da tutti i fan, compresi i puristi del sound oldschool, in quanto incorporava melodie del passato e una produzione cristallina e moderna.
Nel (2006) è uscito il settimo album della band, Totemism, contenente remix delle maggiori hit del gruppo. Nello stesso anno è anche stato rilanciato il progetto Pleiadians, con la pubblicazione di un terzo lavoro, chiamato Seven Sisters su etichetta Harmonia Records, album con tematiche sci-fi.
Etnica sono tuttora molto attivi con DJ set e Live set settimanali in tutto il mondo.

## Discografia

### EP
- The Italian (Spirit Zone Records 1995)
- Tribute (Blue Room Released 1995)
- Starship 101 (Blue Room Released 1996)
- Plastic (Blue Room Released 1997)
- Polar (Spirit Zone Records 1999)
- Andromeda (Spirit Zone Records 2000)
- Hell's Kitchen (MDMT Records 2000)
- B Sirius (Spirit Zone Records 2002)
- Tracktor Activity (Etnicanet Records 2003)

### Album studio
- The Juggling Alchemists Under the Black Light (High Society Records 1995)
- Alien Protein (Blue Room Released 1996)
- Equator (Spirit Zone Records 1999)
- Nitrox	(Spirit Zone Records 2001)
- Chrome	(Solstice Music 2002)
- Chrome (Western Edition) (Etnicanet Records 2002)
- Sharp (Solstice Music 2004)
- Totemism (Etnicanet Records 2007)